# PAMAS-G1手枪
PAMAS-G1手枪是以貝瑞塔92F衍生而成的半自動手槍，由法國的GIAT製造。

## 历史
1985年，法國軍隊尋求新的手槍以取代當時服役的MAC Mle 1950。經過挑選後，意大利貝瑞塔92G於1987年勝出了其他手槍。
不過，當時法國政府希望這把手槍在可以由法國自行生產，並且要求將其92G型的保險裝置移除，以擊錘代替，其產品就定名為PAMAS-G1（又稱GIAT BM92-G1）。
之後法國政府訂購了約27萬支的SIG SP2022作為新的制式手槍，於2008年交貨，並決定同時仍然裝備MAB PA-15及MAC Mle 1950。

## 採用
除了軍隊，法國的各執法部門也曾經把PAMAS-G1作為制式手槍，但後來其各種問題亦陸續暴露出來。因為安全上的考量，PAMAS-G1後就遭法國政府淘汰撤裝，而改以SIG SP2022作為新的制式手槍。
由於SIG SP2022已取代PAMAS-G1成為作主流的制式手槍，法國的憲兵、警察、海關、監獄等執法機關亦於同步的將PAMAS-G1汰換，但法國的空軍及陸軍機構仍然存有部份PAMAS-G1作為後備使用。

## 設計
PAMAS-G1採用碳鋼槍管、鋁合金骨架及塑料握把片，與貝瑞塔92F的分別在於無手動保險裝置，只有待擊解脫功能。
貝瑞塔公司雖授權給GIAT (法國生產商) 讓其生產改造貝瑞塔92F型，但前期法國所使用的PAMAS-G1手槍仍是在義大利生產，直至法國的製造廠預備好生產貝瑞塔手槍。
有部份PAMAS-G1的手槍是由法國提供鋼材，卻是由意大利貝瑞塔公司製造，或是由貝瑞塔販售其分解材料進而到法國當地組裝。

## 安全性能問題
早期的GIAT公司為了節省開支，在用製造PAMAS-G1的鋼材中加入了令硬度增加的碲，導致套筒部份相對脆弱。這使得早期法製手槍有著套筒容易斷裂的問題，可能造成其飛散的碎片飛散至射手臉上。
雖然上述的情況非常罕見，但是法國陸軍仍全面收回PAMAS-G1手槍，並且向GIAT公司提出PAMAS-G1在壽命期內的問題報告。
之後GIAT公司以全鋼套筒更換含碲鋼套筒，並於2002年時更恢復原先貝瑞塔公司設計的保險柄，以加強其操作上的安全性。這種改型被稱為PAMAS-G1S（“S”代表安全）。

## 使用國
- 安道尔
  - 安道爾警察部隊（英语：Police Corps of Andorra）
- 法國
  - 法國武裝部隊
- 塞内加尔

## 資料來源
- （法文）-defense.gouv.fr-PAMAS-G1